# بروس باترسون (سياسي)
بروس باترسون (بالإنجليزية: Bruce Patterson)‏ هو محامي وسياسي أمريكي، ولد في 1947. حزبياً، نشط في الحزب الجمهوري. وقد انتخب عضو مجلس ولاية ميشيغان وانتخب عضو مجلس نواب ميشيغان ‏.